# Incidente diplomático entre España y Francia de 1883

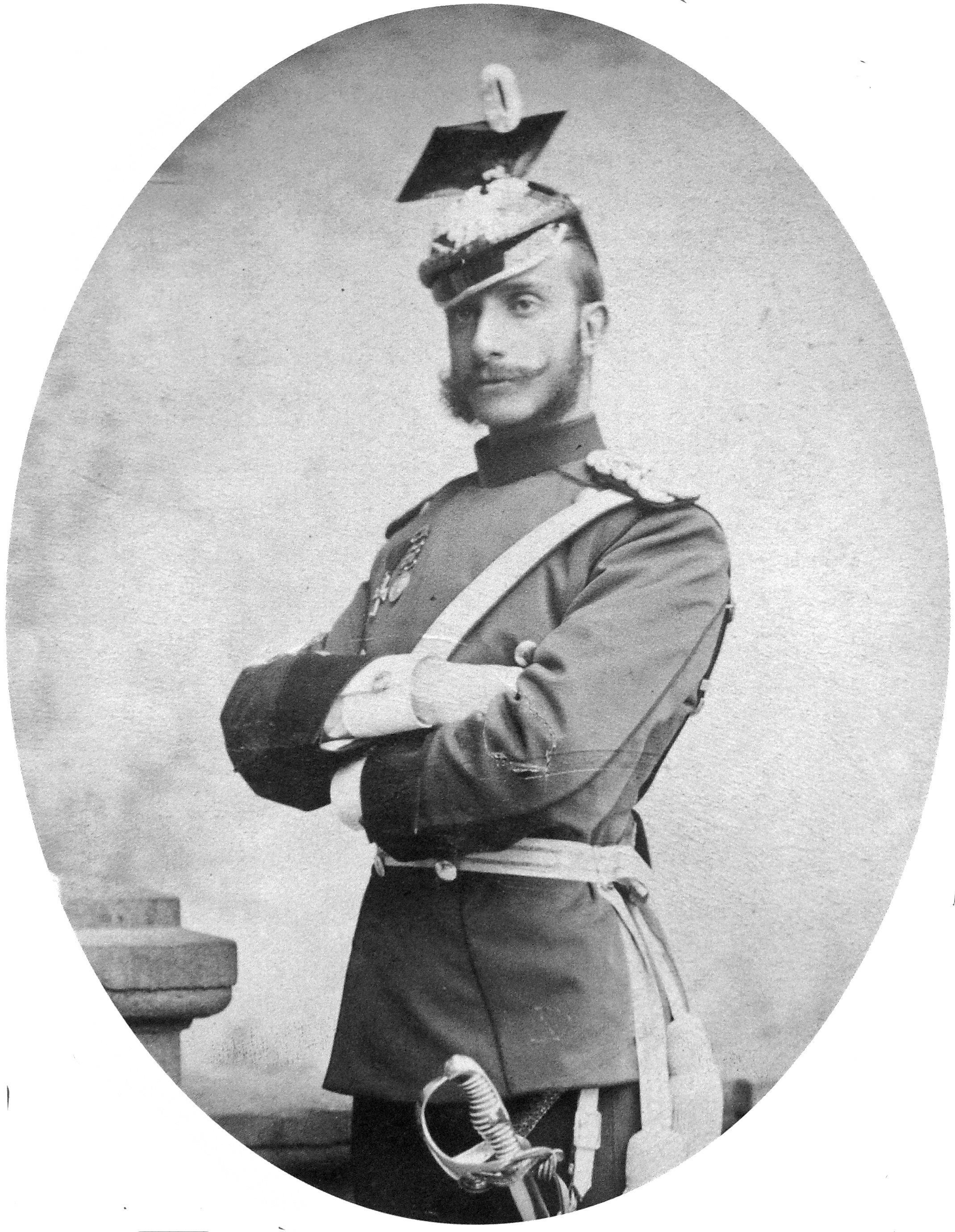
Alfonso XII en Bad Homburg (1883), vestido de coronel de un regimiento alemán de ulanos destinado en Alsacia, lo que provocó el incidente diplomático entre España y Francia de 1883.

El incidente diplomático entre España y Francia de 1883 tuvo lugar en septiembre de 1883 con motivo de la visita que hizo el rey de España Alfonso XII al Imperio Alemán, invitado por el káiser Guillermo I a presenciar unas maniobras militares, durante las cuales Alfonso XII vistió el uniforme de coronel de un regimiento alemán de ulanos destinado en Alsacia, la región francesa que había pasado a soberanía alemana tras la derrota francesa en la guerra franco-prusiana de 1870. Cuando Alfonso XII llegó a París de vuelta a España, fue abucheado por la multitud que le esperaba en la estación de ferrocarril y durante el trayecto hasta la embajada de España.

## Hechos
Con el acuerdo del gobierno liberal de Sagasta, en septiembre de 1883 el rey Alfonso XII realizó un viaje por diversos países europeos. Primero visitó el Imperio Austro-Húngaro, donde fue recibido por el emperador Francisco José, y después el Imperio Alemán. Esta última visita respondía al reconocimiento de la hegemonía alemana en Europa ―ya durante la etapa de gobierno de Cánovas se había firmado el 31 de diciembre de 1877 un acuerdo hispano-alemán― y a cierto distanciamiento respecto de Francia y de Gran Bretaña con los que se mantenían diversos contenciosos (Marruecos, con los franceses; la delimitación de las aguas territoriales de Gibraltar, con los británicos).

### La participación de Alfonso XII en unas maniobras militares en Alemania

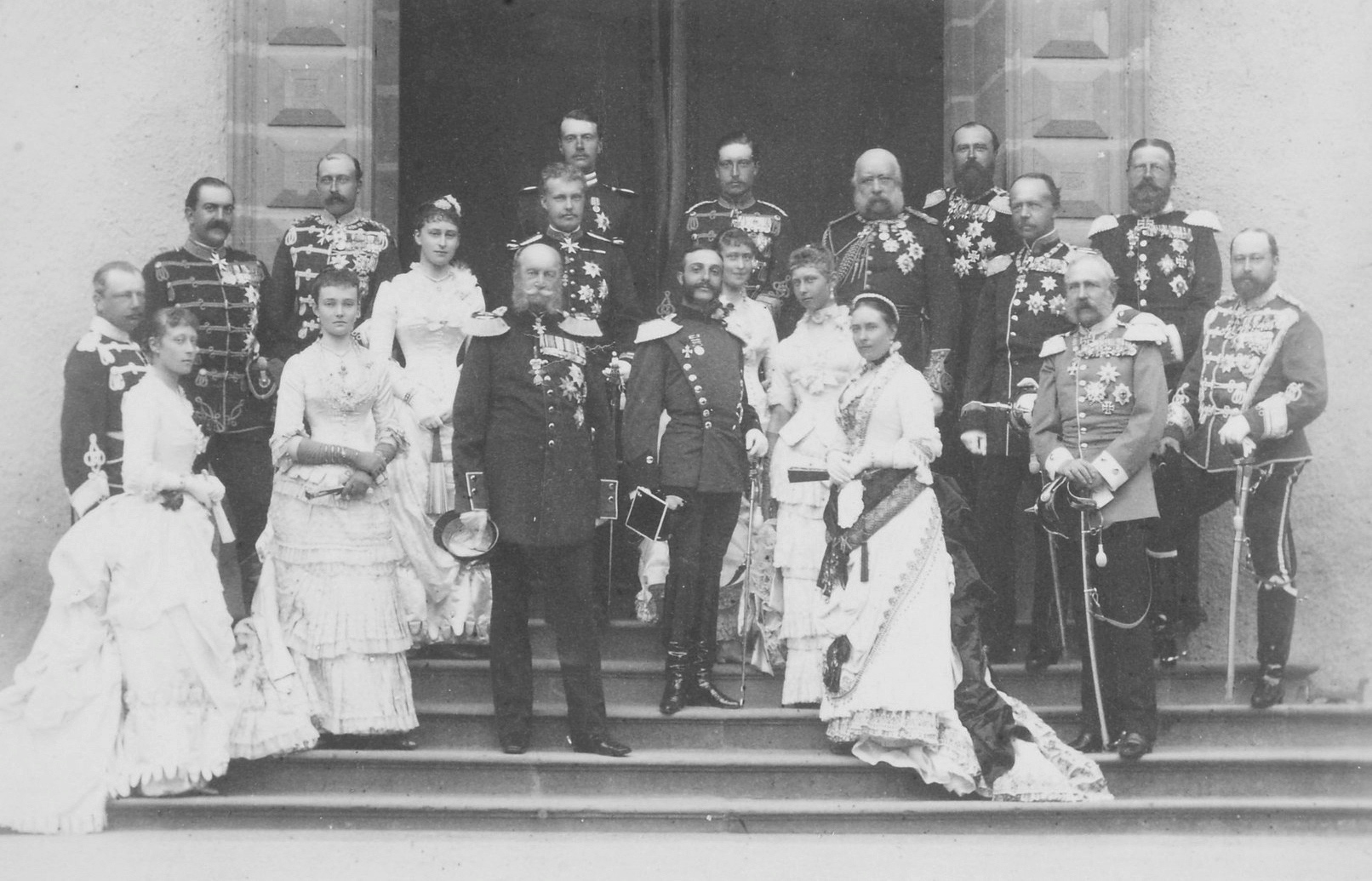
Reunión de los reyes y príncipes herederos europeos en el castillo de Homburgo invitados por el káiser Guillermo I. En el centro, el rey Alfonso XII vistiendo el uniforme de coronel del regimiento de hulanos destinado en Alsacia (arrebatada por Alemania a Francia tras su victoria en la guerra franco-prusiana de 1870) cuyo mando honorario le había conferido Guillermo I (situado a su derecha), lo que levantó las protestas de Francia.

La visita al Imperio Alemán respondía a la invitación que le había hecho el káiser Guillermo I para que participara, junto con otros soberanos y príncipes herederos europeos, en unas maniobras militares. El emperador alemán lo había nombrado coronel honorario de un regimiento de ulanos destinado en Alsacia (arrebatada por Alemania a Francia tras su victoria en la guerra franco-prusiana de 1870) y con ese uniforme presenció las maniobras y participó en el resto de los actos oficiales. «El Rey porfiaba, ansioso de asistir a unas maniobras del ejército alemán. Vega de Armijo [ministro de Estado] cedió a sus deseos, a pesar de los informes que el duque de Fernán Núñez le enviaba desde París. Don Alfonso, sensible a los resplandores militaristas, estuvo imprudente durante su estancia en Alemania al aceptar el uniforme de coronel de un regimiento que servía en Alsacia. Y la prensa francesa no dejó pasar la ocasión sin resaltarlo», ha comentado José Varela Ortega. María Ángeles Lario coincide: «La oferta [del nombramiento de coronel del regimiento de hulanos destinado en Estrasburgo] fue hecha directamente por el emperador, al parecer sin conocimiento del [canciller] Bismarck, y lo sorprendente es que ni el mismo rey ni, sobre todo, el gobierno español percibieran las inevitables consecuencias diplomáticas de aquella decisión».
Además en el banquete celebrado en Homburgo al finalizar las maniobras, que habían durado cinco días ―del 21 al 25 de septiembre―, Alfonso XII hizo un brindis muy entusiasta en el que «en perfecto alemán» dijo:

Aunque soy el más joven de los soberanos aquí reunidos, represento la monarquía más antigua y en este concepto me atrevo a levantarme para brindar por el glorioso emperador de Alemania, tan amado de su pueblo, y por el admirable Ejército alemán.

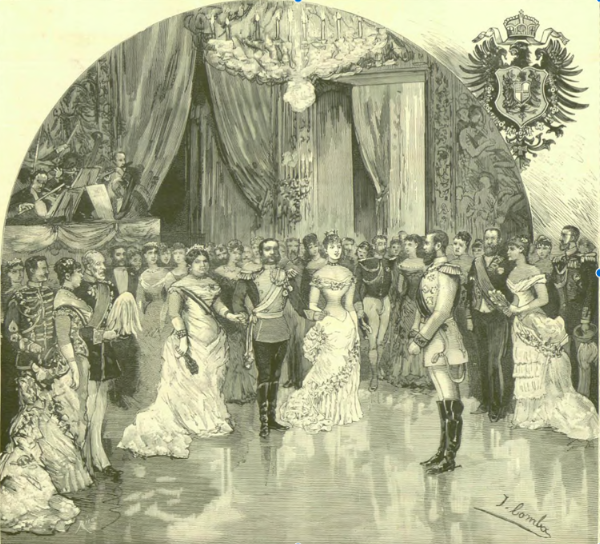
Baile oficial en honor del príncipe heredero del Imperio Alemán Federico Guillermo durante su estancia en Madrid (diciembre 1883-enero 1884). Durante la misma se formalizó verbalmente el acuerdo secreto con Alemania que realizó durante su visita a ese país el rey Alfonso XII sin el conocimiento, ni la autorización del gobierno, «lo que constituye la única excepción importante del respeto del monarca por la Constitución».

La imprudencia de Alfonso XII no quedó ahí, sino que también ofreció el apoyo de España a Alemania en una futura guerra, lo que sobrepasaba sus poderes constitucionales ya que se trataba de una iniciativa personal no respaldada por el gobierno. En una conversación privada con el káiser Guillermo llegó incluso a ofrecer el despliegue del ejército español en los Pirineos para disuadir a Francia de un posible ataque a Alemania. En otra conversación privada, esta vez con Hatzfeld, antiguo embajador alemán en Madrid y amigo suyo, mostró su disposición a «comprometerse personalmente con Su Majestad Guillermo I para apoyar al ejército alemán en caso de guerra con Francia». Su palabra sería la garantía del pacto «sin importar el color del partido que estuviese en un momento determinado en el poder».
El pacto se formalizó verbalmente en enero de 1884 con ocasión de la estancia en Madrid del príncipe heredero alemán Federico Guillermo. En él se decía que «en el caso de que Francia declarara la guerra a España, Alemania prestará según las circunstancias ayuda activa. Si, por el contrario, Alemania fuese atacada por Francia, España se compromete a una alianza. El rey Alfonso está dispuesto a ocupar, en este caso, con su ejército la frontera para obligar a Francia a fijar, desde el inicio de la guerra, un cuerpo de observación en los Pirineos, debilitando con ello el número de las fuerzas que ataquen a Alemania». Según Carlos Seco Serrano, detrás de la «iniciativa» del rey se encontraba Cánovas, «deseoso de buscar seguridades exteriores para la situación española». Sin embargo, Carlos Dardé subraya que «el monarca actuó claramente al margen de la Constitución», sobre todo al acordar con el emperador y el gobierno alemán una «alianza personal y secreta», aunque matiza que «aquella iniciativa personal del monarca, de la que ni siquiera informó a su ministro de Estado presente en Alemania ni, ya en Madrid, a Sagasta, Posada Herrera o Cánovas, constituye la única excepción importante del respeto del monarca por la Constitución».

### La visita a París de Alfonso XII

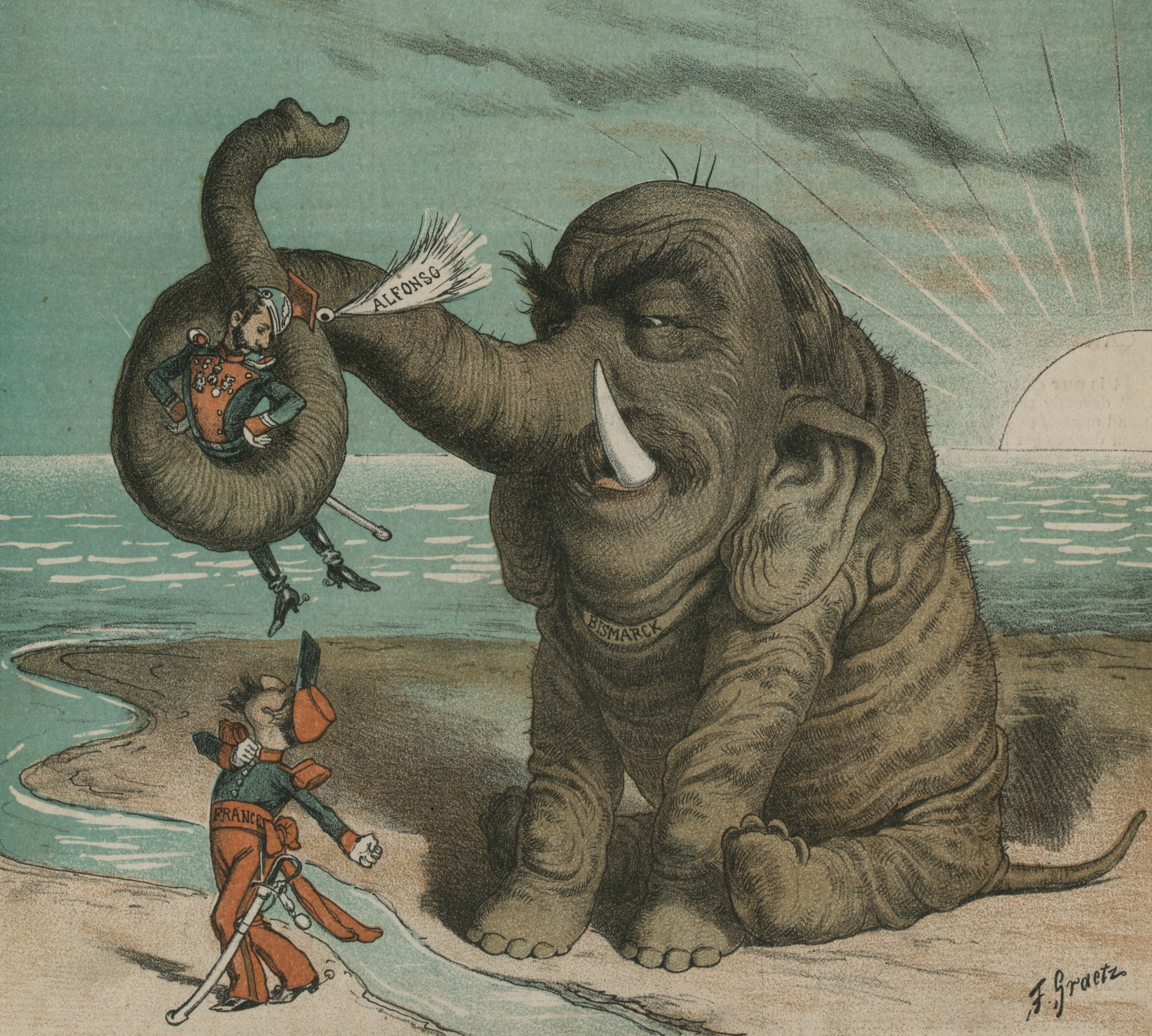
Caricatura publicada en la portada de la revista satírica estadounidense Puck el 28 de noviembre de 1883. Se titula El impulso de Bismarck (que aparece representado como un elefante con una enorme trompa) y la leyenda dice: «El rey hulano: “Soy más alto que tú, ahora”». El rey hulano es Alfonso XII que aparece vestido con el uniforme de coronel del regimiento de hulanos destinado en Alsacia y que desde la trompa del elefante (Bismarck) le dice fanfarrón a un soldado francés la frase del pie de la imagen: «Soy más alto que tú, ahora».

En la tarde del 29 de septiembre Alfonso XII llegó a París, siguiendo el itinerario previsto del viaje ―tras salir de Alemania se había dirigido a Bruselas donde había sido recibido por el rey Leopoldo II de Bélgica― y allí se encontró con la hostilidad de la prensa, no solo hacia su persona sino también hacia España, y con una gran manifestación popular de rechazo delante de la estación del Norte donde fue recibido de forma fría por el presidente de la República Jules Grévy. «Se oyó un clamor espantoso, compuesto de gritos, silbidos y rugidos atronadores», comentó después uno de los acompañantes del rey. La coches de la comitiva real tuvieron muchos problemas para poder avanzar entre la multitud que entre insultos gritaba «¡Abajo el hulano! ¡Viva la República!». Un tronco de col impactó contra la ventanilla del coche donde iba Alfonso XII, acompañado del presidente del gobierno francés Jules Ferry. Las protestas y los alborotos continuaron ante la embajada de España donde se alojó el rey. Las disculpas del presidente de la República Grévy, que acudió personalmente a la embajada española, hicieron posible que el rey participara en el banquete oficial ofrecido en su honor en el palacio del Elíseo y que no adelantara el viaje de vuelta a España como inicialmente había decidido.

### De vuelta a España
El rey volvió a Madrid el 3 de octubre, siendo recibido por una multitud que le mostró su apoyo y al mismo tiempo el rechazo a Francia. «El Rey entró en España entre otra oleada de histeria patriotera; esta vez, claro, de signo contrario [a la de París]; manifestaciones, gritos contra los franceses, pancartas amenazadoras o grotescas —como se prefiera— donde se leía BAILÉN en grandes caracteres; y la virgen... del Pilar, que salió a colación en algunas de las coplas de la guerra de Independencia que vociferaron los manifestantes», ha comentado José Varela Ortega.

## Consecuencias
El ministro de Estado, el marqués de la Vega de Armijo, llegó a proponer la ruptura de relaciones con la República francesa, pero ni el presidente del Gobierno ni el resto de ministros lo aprobaron. Por otro lado, los réditos diplomáticos del viaje fueron escasos pues España no fue invitada a integrarse en la Triple Alianza que había nacido el año anterior a propuesta del canciller alemán Otto von Bismarck, y de la que formaban parte junto al Imperio Alemán, el Imperio Austro-Húngaro y el Reino de Italia. Aunque el marqués de Vega de Armijo afirmó en las Cortes que el objeto del viaje no había sido «hacer alianzas que pusieran en peligro más tarde, por represalia quizá, nuestra independencia».
La crisis diplomática con Francia, junto con el fracasado pronunciamiento republicano de agosto, debilitaron al Gobierno, especialmente a los dos principales ministros implicados, Arsenio Martínez Campos en Guerra, y el marqués de la Vega de Armijo, en Estado, lo que fue aprovechado por el Partido Conservador y por la Izquierda Dinástica para presionar a Sagasta para que dimitiera. El Gobierno de Sagasta cayó y fue sustituido por el Gobierno de José de Posada Herrera, de la Izquierda Dinástica.